# Seznam nemških strelcev
Seznam nemških strelcev.

## H
- Heinrich-Georg Hax

## R
- Thomas Rink

## S
- Ralf Schumann

## V
- Kevin Venta